# Kennerleigh
Kennerleigh is een civil parish in het bestuurlijke gebied Mid Devon, in het Engelse graafschap Devon. In 2001 telde het dorp 80 inwoners.